# Ferekydes

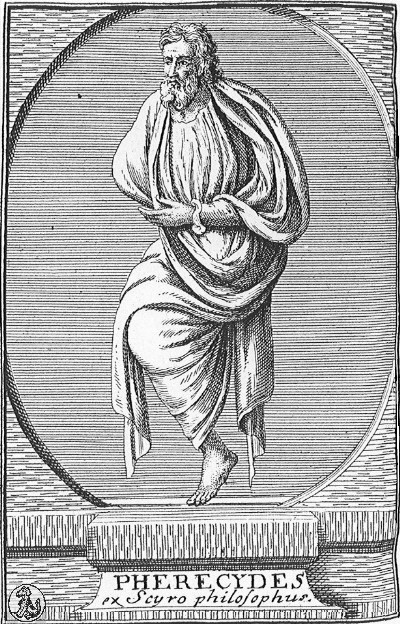
Ferekydes

Ferekydes från Syros (grekiska: Φερεκύδης, latin Pherecydes) var en grekisk tänkare från ön Syros i början av 500-talet f.Kr. Han uppges vara den grekiska litteraturens äldsta prosaist. De ännu kvarvarande fragmenten av hans filosofiska verk Om naturen och gudarna är utgivna av Friedrich Wilhelm Sturz 1824.